# Johan Hartvig Ernst von Berger
Johan Hartvig Ernst von Berger  (* 8. Mai 1757 in Kopenhagen; † 31. August 1809 in Antwerpen) war ein dänischer Marineoffizier zu Zeiten der Koalitionskriege.

## Herkunft
Johan Hartvig Ernst Ritter und Edler von Berger war der erste Sohn des Konferentsraads und Leibarztes Johann Just von Berger (1723–1791) und der Sara Margarethe, geb. von Ramdohr (1722–1780), einer Tochter des Albrecht Andreas von Ramdohr. Er wurde wohl nach dem Förderer seines Vaters, dem Grafen Johann Hartwig Ernst von Bernstorff benannt. Seine Gattin, die er am 27. November 1805 ehelichte, war Juliane Hansdatter Lindholm (* 8. Juli 1768 Aagaard; † 27. Juli 1853), eine Schwester des dänischen Admirals Hans Lindholm (* 20. Januar 1757 in Sankt Petersburg; * 5. September 1821 in Kopenhagen).

## Laufbahn

### Frühe Karriere, Westindien und Arrestierung
Seinen Dienst bei der Dänisch-Norwegischen Marine begann er 1768 als freiwilliger Kadett. 1770 wurde er Kadett, und am 27. Dezember 1775 Sekondeleutnant. Er reiste zum Nordkap, und 1780–1781 auf der Fregatte Bornholm nach Dänisch-Westindien (unter Kapitän P. C. Schiønning). Berger war der Vertreter des Leutnants A. Bill, als die besagte Fregatte in einem Konvoi bei Westindien am 29. Dezember 1780 die Flagge vor drei englischen Kaper-Fregatten streichen musste. Bei der Rückkehr in Dänemark wurde Berger in der Hauptwache Nyholm am 26. Mai 1781 verhaftet und unter Hausarrest gestellt. Wegen seines Versäumnisses die Bornholm in angemessener Verteidigungsbereitschaft zu halten, und wegen des Einvernehmens mit dem Kommandeur jenes Schiffes, schließlich die Flagge zu streichen, wurde Berger am 9. Oktober 1781 gerichtlich für ein Jahr zum Matrosen degradiert. Am 5. November milderte der König die Strafe jedoch zu 6 Monaten Arrestdienst in der Hauptwache, und am 18. Oktober 1781 war Berger bereits zum Premierleutnant befördert worden. Am 7. Dezember 1781 wurde ihm die Restdauer der Strafe erlassen, und Berger segelte erneut nach Westindien, diesmal während der Jahre 1782 bis 1783 an Bord der Fregatte Perlen.

### Beim Herrscher von Marokko und in Altona

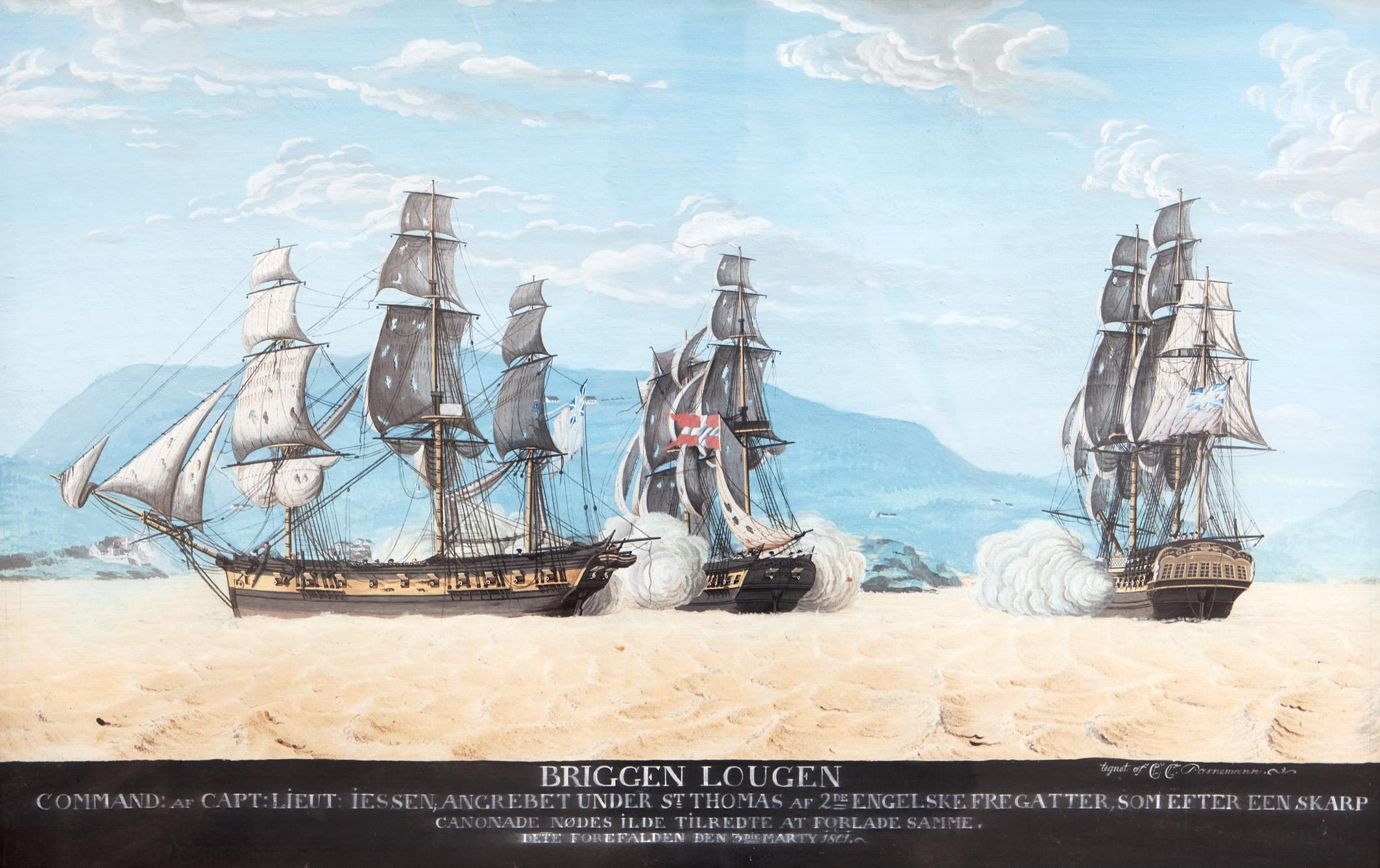
Die Brigg Lougen (Mitte) im Gefecht vor Saint Thomas 1801

Im Jahr 1787 wurde er zweiter Kommandant der Fregatte Store Bælt, einem Kadettenschiff. 1788 war er auf dem Kriegsschiff Ditmarsken eingesetzt, und am 6. März 1789 wurde zum Kapitän des Kriegsschiffs Mars.

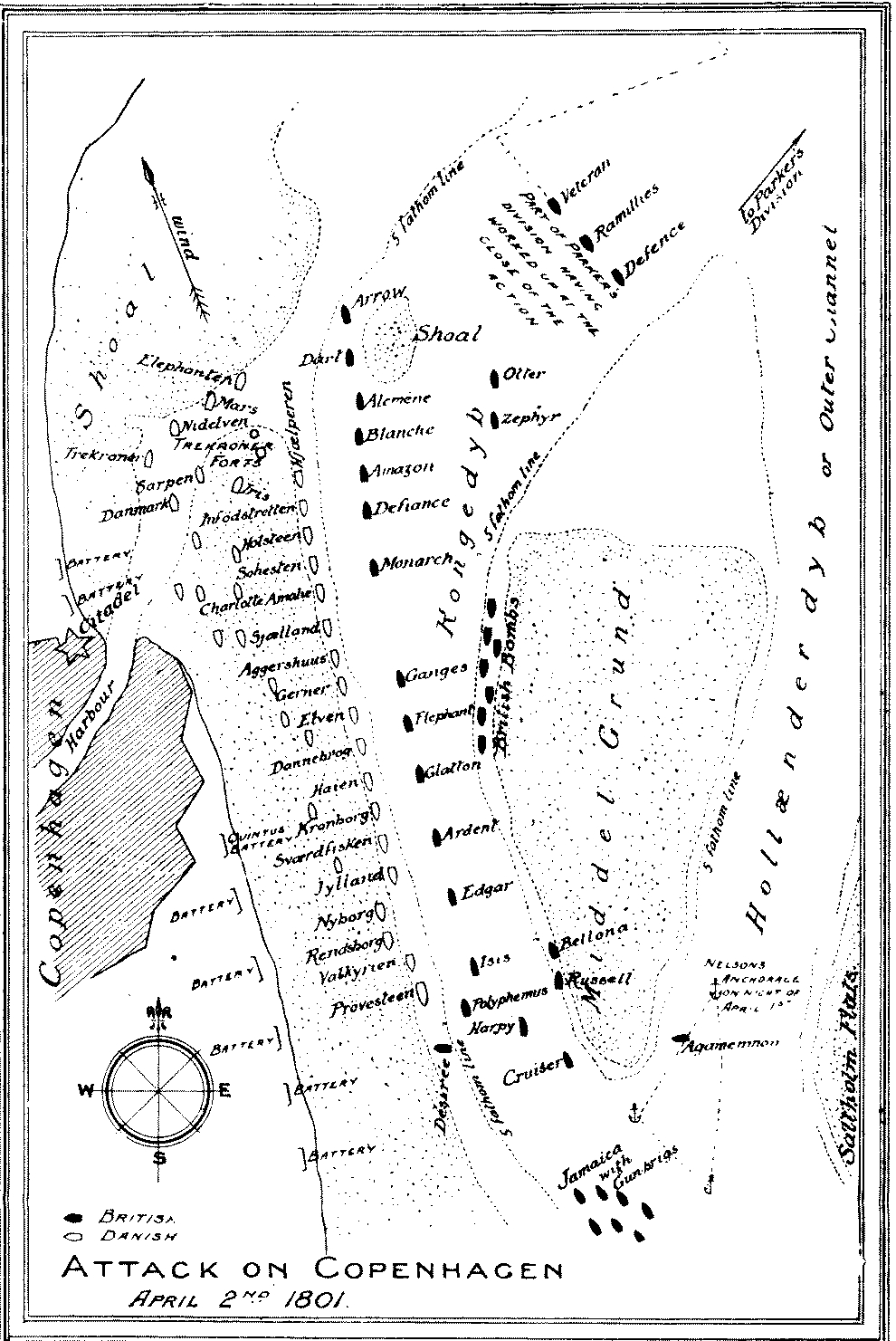
Liegeplätze der Mars und Nidelven vor Kopenhagen 1801, links oben

Im Jahr 1791 hatte er das Kommando über die Fregatte Gerner vor Marokko, in Vertretung des Chef-Kapitäns de Løvenørn (deutsch von Lövenörn auf Bregentved), der als Botschafter beim Herrscher von Marokko abgängig war. Berger segelte im Juli von Marokko über Cádiz, um den Chef dort wieder abzuholen.
1794 war Berger zweiter Kommandant auf der Fregatte Thetis in einem kombinierten dänisch-schwedischen Geschwader, sodann in gleicher Funktion auf dem Linienschiff Sælland in der Reede von Kopenhagen. 1795 und 96 war er Befehlshaber auf der Brigg Lougen, einem Wachschiff vor Altona, dessen Kapitän er im Januar 1796 wurde. Am 22. Mai 1797 überführte er die Lougen nach Kopenhagen, als die Nidelven sie als Wachschiff für Altona ablöste.

### Geheimauftrag in Italien und letztes Kommando
Im Jahr 1799 war Berger auf dem Kriegsschiff Kronprinsesse Maria, und 1800 bis 1802 Kommandant der Fregatte Triton, die mit geheimen Anweisungen vom 15. Mai 1800 in einem Geschwader in das Mittelmeer aufbrach. Am 7. März 1801 berichtete Kapitän Berger aus Port Mahon, einem damaligen Stützpunkt der britischen Marine auf Menorca, dass die Fregatte seit 15. Februar unter das Embargo der Engländer gestellt worden war. Am 16. Februar befehligte er kurzzeitig die Brigg Giommen. Am 3. Juli wurde das Embargo für die dänischen Schiffe aufgehoben, und Berger setzt die Reise mit der Triton in Richtung Italien fort. Er war zur Erfüllung seiner Mission an Land unterwegs, als die vor Livorno auf Reede liegende Triton am 22. November 1801 in einen heftigen Orkan geriet und nur durch das nautische Geschick des zweiten Kommandanten, Kapitänleutnant Johan Johansen, nach dem Verlust von vier Ankern gerettet werden konnte, indem sie bei einer Schlammbank auf Grund gesetzt wurde. Im Januar 1802 genehmigte Kapitän Berger dem Bildhauer Bertel Thorvaldsen die Beförderung einiger Frachtstücke nach Dänemark. Am 10. Dezember 1802 kehrte die Triton schließlich nach Kopenhagen zurück. Sie brachte dabei auftragsgemäß einige Kisten mit Thorvaldsens Kunstwerken aus Italien mit.
Am 16. Dezember 1803 erfolgte Bergers Beförderung zum Kommandørkaptajn (mit Rang eines Oberstleutnants), 1805 war er Kommandant der Brigg Nidelven in einer Evolutions-Eskadre. 1808 wurde er nach Russland geschickt, um ein russisches Geschwader zu führen, dem es jedoch nicht gelang, durch dänische Gewässer zu passieren. Am 3. Februar 1809 wurde Berger mit Versorgungstransporten nach Norwegen betraut, und am
27. Februar nach Antwerpen befohlen, um ein Kommando auf dem Linienschiff Dantzich zu übernehmen, das er am 31. März dort auch noch antrat. Am 31. August desselben Jahres ist Berger jedoch ebendort, möglicherweise im Zuge von Vorfällen in der Walcheren-Expedition, verstorben.